# Ingouri
L'Ingouri (géorgien : ენგური, Engouri ; abkhaze : Егры, Egry) est un fleuve de Géorgie occidentale. Long de 213 km, il prend sa source au nord-est de la Svanétie, près du Ratcha, et joue un rôle important pour la production d’énergie hydroélectrique dans la région.

## Description
Le fleuve apparaît dans le Caucase, près de la plus haute montagne de la Géorgie, le mont Chkhara. Il s'écoule par la suite à travers les vallées vers le nord-ouest avant de tourner au sud-ouest, où se trouve le lac et le barrage d'Ingouri puis de longer l’Abkhazie sur une partie de son parcours, pour finalement se jeter dans la mer Noire, près d’Anaklia, station balnéaire sur la mer Noire.
Au niveau de la ville de Zougdidi se trouve le pont le plus important sur le fleuve. Long de 870 m, qui fut construit par des prisonniers de guerre allemands entre 1944 et 1948. Il est l’unique point de passage vers l’Abkhazie.  

## Production d'énergie

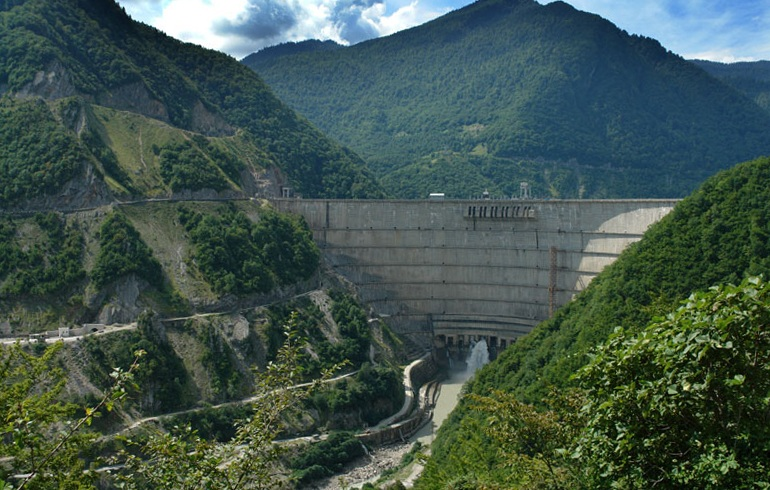
Le barrage hydroélectrique de l'Ingouri.

L'Ingouri joue un rôle très important dans la production d'énergie de la Géorgie. En 1988, le barrage hydroélectrique de l'Ingouri fut construit à une altitude de 240 m. Long de 750 m et haut de 271,5 m, c'est le plus grand édifice du Caucase et le plus grand barrage-voûte du monde[réf. nécessaire]. Son lac possède une capacité de 1,1 milliard de mètres cubes d'eau. D’une puissance de 1 375 MW (mégawatts), il produit 4,5 TWh (milliards de kilowattheures) par an, soit près de 40 % de la production d'énergie nationale. Quelque 40 % de la production du barrage va en Abkhazie voisine.